# 日本とスウェーデンの関係

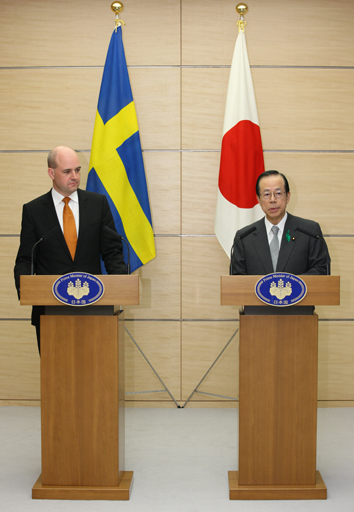
スウェーデンのフレドリック・ラインフェルト首相と福田康夫内閣総理大臣

日本とスウェーデンの関係（スウェーデン語: Relationer mellan Japan och Sverige、英語: Japan–Sweden relations）では、日本とスウェーデンの関係について概説する。

## 歴史
二国間関係の起源は鎖国時代に遡る。日本を訪れた最初のスウェーデン人はヨーハン・オーロフソン・ベリイで1647年に8月8日に出島に到着している。ベリイは後にスウェーデン海軍の大将となった人物である。同年の11月には商館長としてフレデリック・コイエットが到着している。1649年にはユリアン・スヘーデルが来日、砲術の指導を行うとともに日本に初めて三角測量を伝えた。1775年には出島の三学者として知られる医師カール・ツンベルクが来日、翌年には江戸に参府しているが、出島・長崎を離れての旅は日本の文化・生物相等を調査する大きなチャンスであり、道中では箱根などで多くの植物標本を収集した。ツンベルクは1779年には祖国のスウェーデンに戻り、ウプサラ大学教授となり、『日本植物誌』（1784年）を出版した:22。彼らは全てオランダ東インド会社の社員であり、日本における扱いはオランダ人であった。
日本とスウェーデンの間に正式な国交が樹立されたのは、1868年11月11日に締結された「大日本国瑞典国条約」である。これは明治政府が自ら結んだ最初の条約だった:2。明治政府は多くの外国人をお雇い外国人として高額で雇用したが、スウェーデン人も10人が雇用された記録がある。中では中小坂鉄山の鉱炉長として雇用された、アドルフ・ベルギレン（Adolf R. Berggrenn）が著名である。
1900年代には、両国は東京とストックホルムに公使館を設けた。
第二次世界大戦中、スウェーデンは中立政策を取っていたこともあり、スウェーデン王室と日本の皇室との交流は途切れることなく続いた。グスタフ5世と昭和天皇は、戦前・戦中・戦後を通じて、お互いの誕生日に祝電や答電を交換。グスタフ5世が1951年に崩御した後も、グスタフ6世アドルフと昭和天皇との間で同様の交流が続けられた
1957年には、公使館は大使館に昇格している。

## 現況
日本は二番目に大きいスウェーデンのアジア貿易相手国。スウェーデンの福祉・人口高齢化対策と平和維持、政府開発援助など国際的事務の政策に関しても日本を受けて注目するか視察している:31-33,38-40。二国間関係も首脳・皇室のレベルの訪問を通して、文化と学術の交流を通して強化している。2019年に放送されたNHKの大河ドラマ『いだてん〜東京オリムピック噺〜』では、ストックホルムで撮影が行われた。